# Trypeticus fagi
Trypeticus fagi är en skalbaggsart som först beskrevs av Lewis 1884.  Trypeticus fagi ingår i släktet Trypeticus och familjen stumpbaggar. Inga underarter finns listade i Catalogue of Life.